# Сут-Холь
Сут-Холь (тув. сүт хөл — Молочне озеро) — високогірне озеро у Сут-Хольському кожууні Республіки Тива, Росія. Його площа 1400 га, довжина 8 км, ширина 3,5 км, глибина понад 50 м.
Озеро вважається священним – щорічно тут відбуваються шаманські обряди з метою задобрити Господаря озера – Озерного синього бика щоб він захищав населення від хворіб, допомагав у отриманні доброго врожаю та благополуччя. Озеро знаходиться поруч із бурхливим Хемчиком, у відрогах Західного Саяну на висоті 1800 метрів над рівнем моря.

## Озеро в тувинських заклинаннях
«Давним-давно, коли озеро Сут-Холь було чорною калюжею, А гора Сумбер-Ула була маленьким горбиком, коли кругле котилось по землі, а плоске літало повітрям…» — таким є стандартний зачин тувинських переказів, які описують виникнення Землі.
Озеро недаремно у перекладі з тувинської називається Молочним, оскільки вода його чиста, а риба, яка тут водиться жирна та смачна, і нагодує усіх, хто живе на берегах озера. Звідси беруть початок старовинні тувинські роди Монгуші, Ондари, Тюлюші, Сариглари.

## Природа
Іхтіологи запустили в Сут-Холь мальків байкальського омуля, монгольського харіуса, пеляді, рипуса, ряпушки. Учені вважають що Сут-Холь – ідеальне місце для розведення цих риб. Вода в озері прісна і надзвичайно прозора, за чистотою її можна порівняти з байкальською. Озеро багате на планктон, у якому багато рачків-бокоплавів.
Із заходу в озеро впадають невеликі річки, на південному сході з річки витікає річка Холь-Ужу. Неподалік від Сут-Холя б'є аржаан Улуг-Доргун, температура води в якому плюс 4,2 градуси. Дерева навколо нього за тувинським звичаєм увішані підношеннями духу гір.